# Distretto di Bambamarca (Cajamarca)
Il distretto di Bambamarca è uno dei tre distretti della provincia di Hualgayoc, in Perù. Si trova nella regione di Cajamarca e si estende su una superficie di 451,38 chilometri quadrati.

Ha per capitale la città di Bambamarca e contava 74.513 abitanti al censimento 2005.